# Shimoda
Shimoda (Japans: 下田市, Shimoda-shi) is een stad in de prefectuur Shizuoka in Japan.
Op 1 april 2008 had de stad 25.412 inwoners en een bevolkingsdichtheid van 243 inwoners per km². De totale oppervlakte van deze stad is 104,7 km².
De haven van deze stad werd toegankelijk voor handel met de Verenigde Staten onder de voorwaarden van de Conventie van Kanagawa op 31 maart 1854. 
Shimoda is beroemd om zijn onsen en stranden. De stranden Tadadohama, Ohama en Iritahama trekken veel toeristen aan in de zomer en tijdens het hele jaar zijn het belangrijke plaatsen om te surfen. Iritahama werd al enkele jaren verkozen tot het mooiste strand van Japan.

## Geschiedenis
In 1855 werd de haven van Shimoda samen met die van Hakodate als eerste opengesteld voor buitenlandse schepen. Dit was afgedwongen door de Amerikanen in de Conventie van Kanagawa van 1854.
Op 20 maart 2010 zijn de gemeenten Kawazu, Matsuzaki en Minamiizu (District Kamo) gevoegd bij de stad Shimoda.